# Xpand Rally Xtreme
Xpand Rally Xtreme es un videojuego de carreras de rally desarrollado por Prominence y publicado por Deep Silver, 1C Company y Techland para Microsoft Windows. Es la secuela de Xpand Rally de 2004. Fue lanzado el 1 de diciembre de 2006.

## Jugabilidad
Xpand Rally Xtreme al igual que el juego anterior, es una simulación pura sin historia y no tiene ninguna licencia. En el modo carrera principal, el jugador comienza con un coche predeterminado. Al ganar carreras contra tres oponentes, que solo se muestran como autos fantasma, hay dinero disponible para mejorar el vehículo o comprar uno nuevo. Son 15 coches en total, en 23 versiones, con 8 modelos nuevos y 67 carreras individuales. Los coches van desde verdaderos monstruos todoterreno 4x4 hasta exóticos coches de carreras para carreras en pista plana, ahora con rápidas pistas paralelas.
También hay carreras de estilo libre, carreras de puntos de control contra oponentes reales, a diferencia del juego anterior donde solo se mostraban autos fantasma. Los escenarios incluyen Italia, Estados Unidos, Malasia, China y Japón. Hay modelos de daños detallados, ajustes exhaustivos en el garaje y física realista. Una vez más, el juego se puede jugar en dos modos: el modo de simulación intenso y el modo arcade, donde el modelo de daño y los controles son más indulgentes.
Se pueden crear nuevas pistas y modos de juego a través del editor ChromeEd incluido y hay varias opciones multijugador.

## Recepción
Giery.eu escribió: "Xpand Rally Xtreme es un gran juego de coches, pero no está completamente exento de fallos. El modo carrera poco realista y la falta de licencias de coche hacen que el juego probablemente no sea un gran éxito a largo plazo, pero sin duda merece la pena recomendarlo, tanto a los aficionados a este deporte que, a pesar de algunas pequeñas imperfecciones, se sentirán genial alegría del juego, y para los novatos que simplemente quieren pasar varias horas compitiendo placenteramente en caminos irregulares y salpicando barro a los fanáticos felices, en lugar de seguir rutas estériles en un auto de Fórmula 1 o una motocicleta súper rápida. Además, el modo multijugador y la herramienta incluida para construir tus propias rutas te permitirán disfrutar del juego durante muchas semanas".